# Transzflutrin
A transzflutrin gyorsan ható, rövid hatástartamú piretroid(en) rovarölő. Molekulaképlete: C15H12Cl2F4O2.
A transzflutrint beltéren legyek, szúnyogok és csótányok ellen használják. Viszonylag illékony anyag, mely belégzés után közvetlen fejti ki hatását.
A transzflutrin a termékismertetőkkel ellentétben mérgezési tüneteket (pl. idegességet, szorongást, remegést, görcsöket, bőrallergiát, tüsszögést, orrfolyást és irritációt) is okozhat.[forrás?] Nem ismert specifikus ellenszere, de az antihisztaminokkal végzett tüneti kezelés segíthet az allergiában.

## Fordítás
Ez a szócikk részben vagy egészben  a   Transfluthrin című angol Wikipédia-szócikk ezen változatának fordításán alapul.  Az eredeti cikk szerkesztőit annak laptörténete sorolja fel. Ez a jelzés csupán a megfogalmazás eredetét és a szerzői jogokat jelzi, nem szolgál a cikkben szereplő információk forrásmegjelöléseként.